# Pa Tepaeru Terito Ariki
Pa Tepaeru Terito Ariki (API : /paːtepaeruteritoariki/), fut Pa Ariki, un des deux titres d'Ariki de la tribu de Takitumu, sur l'île de Rarotonga (Îles Cook) de 1924 jusqu'à son décès ayant eu lieu le 3 février 1990.
Elle est l'une des auteurs de Te Atua Mou E (Dieu est la vérité), l'hymne national cookien.

## Enfance
Née le 14 août 1923, son père (Teariki???) devait décéder 4 mois plus tard. Sa mère se remaria par la suite mais ce fut son grand-oncle paternel, Makea Nui Tinirau Teremoana Ariki, chef des Makea Nui Ariki, et son épouse Tutini qui l'éduquèrent. 
Chose assez rare, elle est investie au titre de Pa Ariki dès l'âge de 1 an, en 1924, grâce entre autres aux soutiens de Tupe Short, un membre important de la famille des Kainuku Ariki, et probablement de Makea Nui Tinirau.
En 1934, elle partit faire ses études en Nouvelle-Zélande, au Hukarere Maori Girls College School de Napier. Elle rentra aux îles Cook au milieu des années 1940 afin d'assumer son rôle d'Ariki.

## Sa conversion au bahaïsme
N'hésitant pas à bousculer les traditions, elle se convertit dans les années 1950 au bahaïsme, devenant le premier ariki non chrétien. Cela mit semble-t-il en colère les gens de Takitumu.
"One of the ministers said to me :  'Pa Ariki, you really have to do something about being a Baha'i. Your people are very angry with you'. (...) My People (held) a meeting (and said) :  'Young lady, your ancestors accepted the Gospel' and all this kind of thing and I said : 'Yes, they had their reasons and I've got mine. What you are asking me ? Give it up ? I would rather give you up. If you ask me to give the title up and leave the country or give up being Baha'i, I'd leave the country.' And they looked at me, because ma'am, they knew I meant it."
Sa cousine Makea Nui Tapumanoanoa Teremoana Ariki, n'approuva guère également cette attitude.
"She said to me, 'I don't like you being Baha'i, it's against our family tradition'."
Pa Terito finit néanmoins par l'amadouer, lui promettant qu'il n'y aurait aucune tentative de prosélytisme de sa part et acceptant d'assister au service dominical à la Cook Islands Christian Church de Ngatangiia. 

## Vie familiale
Elle eut d'un premier mariage avec George Ani Peyroux neuf enfants, trois garçons : Taitairariki, George, Malcolm, et six filles : Mahinarangi, Bambi, Suibel, Marie, Elizabeth et Memory.  
Après un divorce, elle épousa en 1979, en secondes noces Tom Davis, alors Premier Ministre de l'archipel. Néanmoins très attachée à ses prérogatives en tant qu'Ariki, elle refusait de se faire appelée "First Lady" (Première Dame), estimant cela outrageant. 
"Being a first lady, because of politics, I consider that an insult! I have always considered being an ariki as being a first lady. That is traditional. I am born to it."
Elle eut du reste avec son époux des relations parfois difficiles.  Elle s'opposa ainsi à de nombreuses reprises à ses décisions politiques. En mars 1986, elle critiqua ouvertement le projet d'ouverture d'un complexe hôtelier à Muri sur les terres de la tribu. Il semble que la discussion qui s'ensuivit dans l'intimité du couple se transforma en pugilat, c'est tout du moins ce qu'affirma la rumeur locale, très active aux îles Cook. La presse locale et néo-zélandaise s'en firent du reste également l'écho. Geoffrey Henry en profita pour demander la démission de Tom Davis, évoquant des violences conjugales. Tom Davis disparut pendant quelques jours. Officiellement celui-ci s'était blessé accidentellement, souffrant de coupures à l'oreille, à l'aine et sur la poitrine, ce qui bien entendu alimenta d'autant plus la rumeur. "Un voisin vivant près de la demeure du couple déclara sous couvert d'anonymat 'si la coupure à l'aine avait été plus longue d'un demi-pouce, Sir Thomas serait aujourd'hui soprano à l'église de Ngatangiia" . Cette mystérieuse affaire fut néanmoins démentie plus tard par Pa Terito qui déclara que son époux s'était lui-même blessé durant son sommeil en se retournant sur son couteau de chasse. Le projet d'hôtel fut finalement abandonné.

## Décès
Pa Terito devait décéder subitement le 3 février 1990 dans l'avion qui l'amenait en Nouvelle-Zélande afin d'assister au Waitangi Day, journée de commémoration du Traité de Waitangi. Elle est enterrée selon le rite bahai'i. Sa fille aînée Marie Peyroux lui succéda au titre en tant que Pa Tepaeru Teariki Upokotini Marie Ariki.